# Redfearn Island
Redfearn Island ist eine kleine Insel vor der Ingrid-Christensen-Küste des ostantarktischen Prinzessin-Elisabeth-Lands. Sie liegt unmittelbar westlich von Warriner Island und 1,5 km vor dem westlichen Ende der Breidnes-Halbinsel in den Vestfoldbergen.
Norwegische Kartografen kartierten sie anhand von Luftaufnahmen der Lars-Christensen-Expedition 1936/37 fälschlich als zwei Inseln. Luftaufnahmen, die zwischen 1957 und 1958 im Zuge der Australian National Antarctic Research Expeditions dienten der erneuten Kartierung. Das Antarctic Names Committee of Australia benannte die Insel nach Harold Thomas Redfearn, Dieselaggregatmechaniker auf der Davis-Station im Jahr 1961.